# La vita segreta degli uomini
La vita segreta degli uomini (The Secret Lives of Men) è una serie televisiva statunitense in 13 episodi di cui sette trasmessi per la prima volta nel corso di una sola stagione nel 1998.
È una sitcom incentrata sulle vicende personali di tre uomini divorziati di New York, Michael, Phil e Andy, appassionati di golf, party ed appuntamenti al buio. Fu creata da Susan Harris e annullata dopo i primi sette episodi a novembre del 1998.

## Personaggi e interpreti
- Phil (13 episodi, 1998), interpretato da Bradley Whitford.
- Andy (13 episodi, 1998), interpretato da Mitch Rouse.
- Michael (13 episodi, 1998), interpretato da Peter Gallagher.
- Maria (13 episodi, 1998), interpretata da Sofia Milos.
- Brenda (3 episodi, 1998), interpretata da Nadia Dajani.
- Uomo nella clinica (2 episodi, 1998), interpretato da Brian Palermo.
- Jane, interpretata da Debrah Farentino.

## Produzione
La serie, ideata da Susan Harris, fu prodotta da Witt/Thomas/Harris Productions e girata a Los Angeles in California. Le musiche furono composte da Jonathan Wolff.

### Registi
Tra i registi della serie sono accreditati:
- James Burrows in un episodio (1998)
- Gil Junger
- Jay Sandrich
- Ted Wass

## Distribuzione
La serie fu trasmessa negli Stati Uniti dal 30 settembre 1998 all'11 novembre 1998 sulla rete televisiva ABC. In Italia è stata trasmessa dal giugno del 2003 su RaiDue con il titolo La vita segreta degli uomini.
Alcune delle uscite internazionali sono state:
- negli Stati Uniti il 30 settembre 1998 (The Secret Lives of Men)
- in Brasile il 26 novembre 1998
- in Francia l'8 maggio 1999 (Trois hommes sur le green)
- in Finlandia il 24 maggio 1999 (Salaiset ansiot)
- in Spagna (Ellos se lo cuentan todo)
- in Italia (La vita segreta degli uomini)

## Episodi
| Stagione       | Episodi | Prima TV USA |
| -------------- | ------- | ------------ |
| Prima stagione | 13      | 1998         |